# Kaykubadiyya
Kaykubadiyya (en turc Keykubadiye) és un antic palau construït per Kaykubad I entre 1224 i 1226 a uns 5 km al nord-est de Kayseri. Fou una de les seves residències preferides i hi va residir sovint; en aquest palau va rebre a Malik al-Din Dawudshah d'Erzindjan que se li va sotmetre el 1228. El sultà Kaykubad I va morir en aquest palau el 1237. Després hi van residir altres sultans entre els quals, molt sovint, Giyath al-Din Masud II.
Fou estudiat el 1964.